# Семятыче (гмина)
Семятыче (пол. Siemiatycze) — сельская гмина (волость) в Польше, входит как административная единица в Семятыченский повет, Подляское воеводство. Население — 6546 человек (на 2004 год).

## Демография
| Перепись                       | Всего   | Всего | Женщины | Женщины | Мужчины | Мужчины |
| ------------------------------ | ------- | ----- | ------- | ------- | ------- | ------- |
| Единицы                        | человек | %     | человек | %       | человек | %       |
| Население                      | 6546    | 100   | 3259    | 49,8    | 3287    | 50,2    |
| Плотность населения (чел./км²) | 28,8    | 28,8  | 14,3    | 14,3    | 14,5    | 14,5    |

## Поселения
1. Анусин
2. Бацики-Ближше
3. Бацики-Дальше
4. Бацики-Сьредне
5. Боратынец-Ляцки
6. Боратынец-Руски
7. Цецеле
8. Чартаев
9. Гжибы-Ожепы
10. Халасувка
11. Хрыдки
12. Кадлуб
13. Каянка
14. Клекотово
15. Клюково
16. Клопоты-Баньки
17. Клопоты-Буйны
18. Клопоты-Патры
19. Клопоты-Станиславы
20. Коженювка-Дужа
21. Коженювка-Мала
22. Красевиче-Черепы
23. Красевиче-Ягелки
24. Крупице
25. Кулыги
26. Ляхувка
27. Лясковщызна
28. Лещка
29. Огродники
30. Олендры
31. Оссолин
32. Рогавка
33. Романувка
34. Семятыче-Стацья
35. Скивы-Дуже
36. Скивы-Мале
37. Слохы-Аннопольске
38. Старе-Красевиче
39. Старе-Мочидлы
40. Шершене
41. Толвин
42. Турна-Дужа
43. Турна-Мала
44. Верцень-Дужы
45. Верцень-Малы
46. Вулька-Бишевска
47. Вулька-Надбужна
48. Выромейки
49. Залесе

## Соседние гмины
1. Гмина Дрохичин
2. Гмина Дзядковице
3. Гмина Гродзиск
4. Гмина Мельник
5. Гмина Нужец-Стацья
6. Гмина Плятерув
7. Гмина Сарнаки
8. Семятыче